# Airaphilus seminiger
Airaphilus seminiger es una especie de coleóptero de la familia Silvanidae.

## Distribución geográfica
Habita en Etiopía.